# Babelomurex wormaldi
Babelomurex wormaldi là một loài ốc biển, kích thước trung bình, là động vật thân mềm chân bụng sống ở biển thuộc phân họ Coralliophilinae, họ ốc gai.

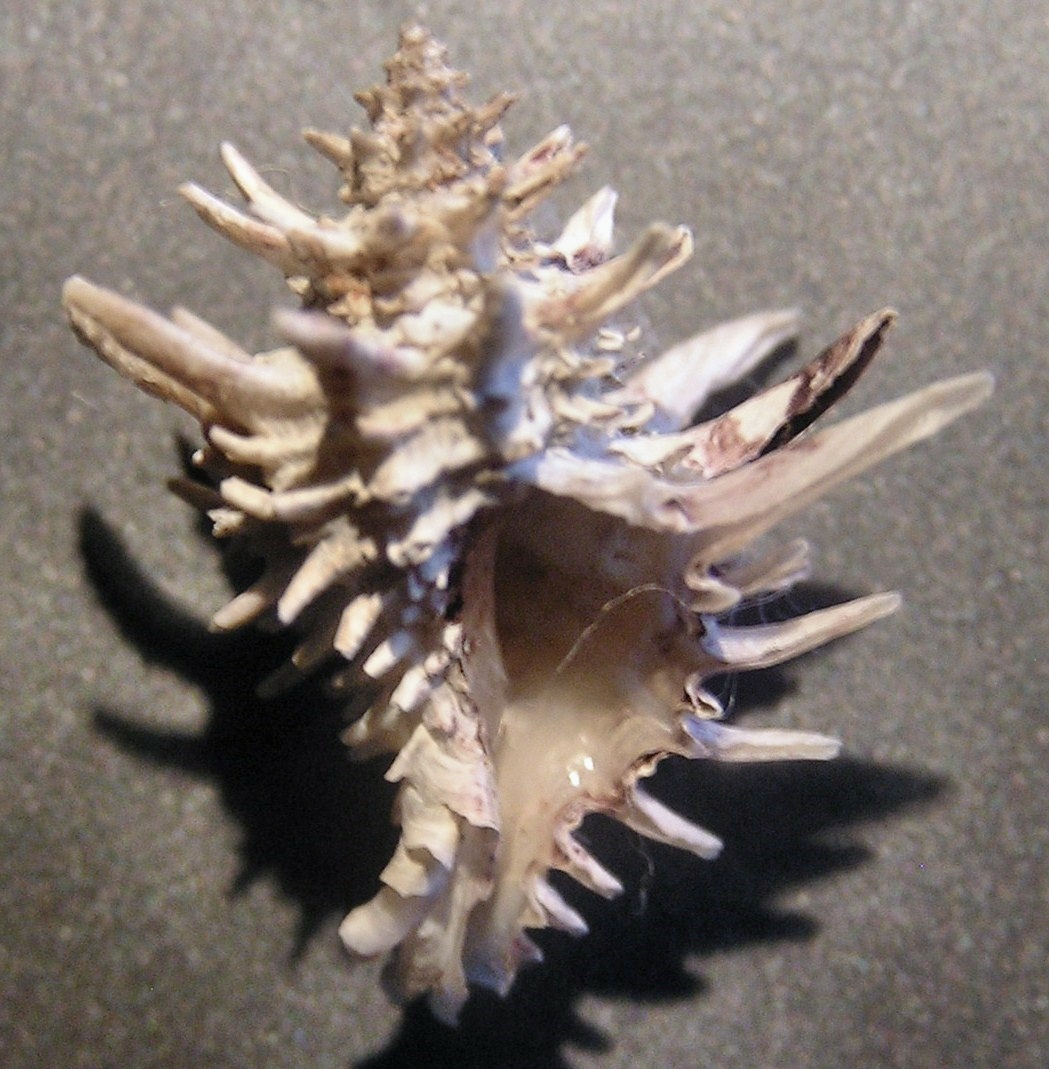
Babelomurex wormaldi, apertural view

## Miêu tả
Loài này có kích thước giữa 19 mm và 30 mm

## Phân bố
Chúng phân bố ở Thái Bình Dương dọc theo Philippines và New Zealand.